# Жабраїлов Аліхан Лукманович
Аліхан Лукманович Жабраїлов (рос. Алихан Лукманович Жабраилов; нар. 14 квітня 1994, Махачкала, Дагестан) — російський борець вільного стилю, бронзовий призер чемпіонату світу, чемпіон Європи, дворазовий володар Кубків світу. Член ЦСКА.
Відібраний як «нейтральний» спортсмен для участі в Олімпіаді 2024 року в Парижі, однак має членство в ЦСКА, що заборонено правилами. Також має приналежність до армії РФ.

## Життєпис
Вільною боротьбою займається із 11 років. Тренується під керівництвом свого батька та тренера Лукмана Жабраїлова. Представляє спортивну школу «Динамо». У 2017 році став чемпіоном світу серед молоді.
Випускник економічного факультету Ростовського державного економічного університету (магістр).

### Родина
- Жабраїлов Лукман Зайнайдійович — батько, тренер, чемпіон та призер чемпіонатів СРСР, призер чемпіонату Європи, чемпіон світу, володар Кубка світу, майстер спорту СРСР міжнародного класу.
- Жабраїлов Шамхан Лукманович — молодший брат, борець вільного стилю, виступає за збірну команду Молдови.
- Жабраїлов Ельмаді Зайнайдійович (1965) — дядько, радянський та казахський борець, срібний призер Олімпійських ігор, чемпіон світу та Європи.

## Спортивні результати на міжнародних змаганнях

### Виступи на Чемпіонатах світу
| Змагання                        | Збірна | Вагова категорія          | Місце  |
| ------------------------------- | ------ | ------------------------- | ------ |
| Чемпіонат світу з боротьби 2019 | Росія  | вільна боротьба, до 92 кг | Бронза |

### Виступи на Чемпіонатах Європи
| Змагання                         | Збірна                           | Вагова категорія           | Місце  |
| -------------------------------- | -------------------------------- | -------------------------- | ------ |
| Чемпіонат Європи з боротьби 2021 | Росія                            | вільна боротьба, до 97 кг  | Золото |
| Чемпіонат Європи з боротьби 2024 | Індивідуальний нейтральний атлет | вільна боротьба, до 125 кг | 7      |

### Виступи на Кубках світу
| Змагання                    | Збірна | Вагова категорія          | Місце  |
| --------------------------- | ------ | ------------------------- | ------ |
| Кубок світу з боротьби 2019 | Росія  | команда                   | Золото |
| Кубок світу з боротьби 2020 | Росія  | вільна боротьба, до 92 кг | Золото |

### Виступи на інших змаганнях
| Змагання                                                   | Збірна                           | Вагова категорія                 | Місце  |
| ---------------------------------------------------------- | -------------------------------- | -------------------------------- | ------ |
| Турнір Алі Алієва 2015                                     | Росія                            | вільна боротьба, до 86 кг        | 10     |
| Турнір Алі Алієва 2017                                     | Росія                            | вільна боротьба, до 86 кг        | Золото |
| Кубок Ахмата Кадирова 2017                                 | Росія                            | команда                          | Срібло |
| Кубок Ахмата Кадирова 2017                                 | Росія                            | вільна боротьба, до Teamevent кг | Срібло |
| Інтерконтинентальний кубок з боротьби 2017                 | Росія                            | вільна боротьба, до 86 кг        | Золото |
| Кубок Президента Бурятської Республіки з боротьби 2018     | Росія                            | вільна боротьба, до 92 кг        | Бронза |
| Турнір Алі Алієва 2018                                     | Росія                            | вільна боротьба, до 92 кг        | Бронза |
| Чемпіонат Росії з вільної боротьби 2018                    | Росія                            | вільна боротьба, до 92 кг        | Бронза |
| Турнір Олександра Медведя 2018                             | Росія                            | вільна боротьба, до 92 кг        | Срібло |
| Інтерконтинентальний кубок з боротьби 2018                 | Росія                            | вільна боротьба, до 92 кг        | 9      |
| Кубок Ахмата Кадирова 2018                                 | Росія                            | команда                          | Срібло |
| Турнір Аланії з боротьби 2018                              | Росія                            | вільна боротьба, до 92 кг        | Бронза |
| Гран-прі «Іван Яригін» 2019                                | Росія                            | вільна боротьба, до 92 кг        | 4      |
| Турнір Алі Алієва 2019                                     | Росія                            | вільна боротьба, до 92 кг        | Срібло |
| Чемпіонат Росії з вільної боротьби 2019                    | Росія                            | вільна боротьба, до 92 кг        | Золото |
| Турнір Володимира Семенова 2019                            | Росія                            | вільна боротьба, до 92 кг        | Срібло |
| Кубок Алроси 2019                                          | Росія                            | команда                          | Золото |
| Кубок Алроси 2019                                          | Росія                            | Multiple Style Event, до F97 кг  | Золото |
| Гран-прі «Іван Яригін» 2020                                | Росія                            | вільна боротьба, до 92 кг        | Срібло |
| Чемпіонат Росії з вільної боротьби 2020                    | Росія                            | вільна боротьба, до 92 кг        | Золото |
| Чемпіонат Росії з вільної боротьби 2021                    | Росія                            | вільна боротьба, до 97 кг        | Золото |
| Турнір Яшара Догу 2022                                     | Федерація боротьби Росії         | вільна боротьба, до 97 кг        | Срібло |
| Олімпійський кваліфікаційний турнір з боротьби 2024 (Баку) | Індивідуальний нейтральний атлет | вільна боротьба, до 97 кг        | Золото |

### Виступи на змаганнях молодших вікових груп
| Змагання                                     | Збірна | Вагова категорія          | Місце  |
| -------------------------------------------- | ------ | ------------------------- | ------ |
| Чемпіонат світу з боротьби серед молоді 2017 | Росія  | вільна боротьба, до 86 кг | Золото |